# Abutilon julianae
Abutilon julianae е вид растение от семейство Слезови (Malvaceae). Оценява се от австралийското правителство като „застрашен от изчезване вид“.

## Разпространение
Този рядък вид се среща само на островите Норфолк и Филип Айлънд. На Норфолк този вид е видян за последен път през 1913 г., като предполагаемата причина за изчезването му са били дивите зайци. Там се провежда успешна програма за реинтродукция.

## Описание
Стеблото му е с дължина от 5 до 15 mm.